# Ba John
Ba John is een van de titels die gegeven wordt aan een volksverhaal uit Suriname.

## Het verhaal
Ba John is al enkele jaren dood, niemand heeft hem de verdiende eer gegeven. Hij was eenvoudig en onbekend, maar een held voor de kleine achterbuurt. Hij had een buitengewoon ontwikkeld geheugen en kon geen anansi-tori's vertellen, maar kende verhalen uit Duizend-en-een-nacht. Hij had duizend en een dag nodig om de verhalen uit het verloren boek te vertellen en op een avond verzamelen de mensen uit het dorp zich op een erf. Er wordt voedsel bereid en er wordt gebedeld. Er is een groot vuur aangestoken en als het hout tot kool is verbrand, warmt men cacao en geschilde bananen onder de as. Ba John vertelt lai-tori's (raadsels) en begint aan zijn verhaal. Sukim (Joachim) staat op en vertelt over de lotgevallen van de slaven. De mensen horen over een plantage bij Georgetown, de slaven fopten de eigenaar tijdens een feest.
Na dit verhaal vertelt Oom Djani over de spin en een meisje dat heel wispelturig was. Dan begint een kot'singi (lied dat een anansi-tori onderbreekt). De jenever wordt aan de zangers gegeven en de verteller gaat door. Hij vertelt over de rijkdommen van het meisje en het lied van Schone Helena begint. Anansi waagt zijn kans en vertelt alles te genezen. De verteller wordt door een lied onderbroken, Ba Anansi houdt de mooie vrouwen voor de gek. Het meisje leest een advertentie en wil kennismaken met de beroemde dokter. Een knecht gaat naar Anansi en deze hoort dat er geld te verdienen is. Er wordt een vierriemse vissersboot gebouwd en er wordt een deftig pak met handschoenen en een hoge hoed gemaakt.
Het huwelijksfeest en de latere ontnuchtering worden beschreven. Er wordt een verhaal over een meisje met de aboma gezongen, de boa wil haar opslikken. Oom Djani staat op en drinkt jenever, zijn verhaal maakt je poriën open. De tori is geëindigd en de derde verteller vertelt hoe Ba Anansi Sa Akuba fopte en de kalkoen opat. Een vierde verklaart waarom Anasi in de hoeken en beslagruimte leeft.
Ba John vertelt over Frederik en Willem, twee vrienden en de invloed van een vrouw. Iedereen gaat peinzend naar huis als ze gehoord hebben dat de man goed is als zijn vrouw goed is. Ba John vertelde ondrofeni-tori's, de parabels die mensen een goede les meegeven. Zijn verhaal werd onderbroken met een ernstige en stichtelijke singi en dit gaf een andere omlijsting aan het geheel.

## Achtergronden
- Anansi heeft eigen opvattingen over eerlijkheid.
- Een anansi-tori mag niet op zondag verteld worden als er kerkdiensten bezig zijn en ook niet op klaarlichte dag, tenzij je een ooghaar uittrekt.
- Anansi was de zon zelf, daarom mag zijn naam niet worden uitgesproken als de zon schijnt.
- De anansi-tori zijn populair in sterfhuizen, op plechtige en vrolijke bijeenkomsten op de achtste dag na een begrafenis en op latere dodenherdenkingsfeesten.
- Het is bekend dat op enkele plantages volledig werden verlaten tijdens (Nieuwjaars)feesten. Er werd gezongen -Granmasra, tamara te y' no syi mi mor, miauw! (meneer, als je mij morgen niet meer ziet, miauw!) - maar de eigenaren wisten de betekenis van het lied niet.